# Fenilacetonă
Fenilacetona este un compus organic cu formula C6H5CH2C(O)CH3. Este un compus incolor solubil în solvenți organici. Este folosită la fabricarea metamfetaminei și amfetaminei. 

## Obținere
Este obținută comercial prin decarboxilarea cetonică a acidului fenilacetic și acidului acetic cu oxid de aluminiu la 400-500 °C. Oxidul servește ca și catalizator pentru deshidratare și decarboxilare: 
C6H5CH2CO2H  +  CH3CO2H   →   C6H5CH2C(O)CH3  +  CO2  +  H2O

## Utilizări
Fenilacetona este utilizată ca produs intermediar la fabricarea pesticidelor și anticoagulanților.